# Bron (Mythologie)
Bron ist in der Artussage um den heiligen Gral der Schwager Josephs von Arimathäa. Es gibt Versuche, dies mit der Bibel zu belegen.
Robert de Boron nennt den Fischerkönig in seinem Werk „Estoire dou Graal“ Bron. Dies lässt Rückschlüsse auf die walisische Sagengestalt Bran der Gesegnete zu, da sich die mythologischen Eigenschaften ähneln. Bron wird laut Chrétien de Troyes am Bein tödlich verletzt, kann aber in seinem magischen Schloss weiterleben. Ähnliches gilt für Bran, welcher enthauptet wird, aber dennoch mit seinem Gefolge in einer Halle geraume Zeit weiter lebte, ehe er begraben wurde.